# Eyvind Johnson
Eyvind Olof Verne Johnson (Boden, Suècia, 29 de juliol del 1900 - Estocolm, 25 d'agost del 1976) fou un novel·lista suec guardonat amb el Premi Nobel de Literatura l'any 1974.
Va néixer el 1900 a la ciutat de Boden població situada al comtat de Norrbotten. Després de treballar en una pedrera, fàbrica de maons i en el comerç de la fusta, es va traslladar a la ciutat d'Estocolm, on inicià la seva carrera d'escriptor.
Va viure part de la seva vida entre el seu país i Alemanya, França, Suïssa i Anglaterra. El 1957, fou escollit membre de l'Acadèmia Sueca, i ocupà el seient número 11, càrrec que va posseir fins a la seva mort, el 1976 a Estocolm.

## Obra literària
Interessat en les dificultats de la vida, especialment va explicar, al llarg dels més de quaranta llibres publicats, les seves vicissituds durant la seva vida. Les seves primeres novel·les tracten de les frustracions humanes, però les obres posteriors encarnen una intensa protesta contra els governs totalitaris. Innovador de la forma narrativa, Johnson va experimentar en els seus següents treballs amb la concepció contínua del temps.
El 1962, fou el primer guanyador del Premi de Literatura del Consell Nòrdic per l'obra Hans nådes tid.
El 1974, fou guardonat amb el Premi Nobel de Literatura pel seu art narratiu, que mira més enllà de les terres i edats, en el servei de la llibertat, guardó compartit amb el també suec Harry Martinson. Aquest guardó no fou exempt de polèmica, tenint en compte altres escriptors considerats per al guardó com Graham Greene, Saul Bellow i Vladimir Nabokov.

### Obra seleccionada
- 1924: De fyra främlingarna
- 1925: Timans och rättfärdigheten
- 1929: Kommentar till ett stjärnfall
- 1930: Avsked till Hamlet
- 1934: Än en gång, kapten
- 1937: Romanen om Olof
- 1938: Nattövning
- 1940: Soldatens återkomst
- 1941-1945: Krilon
- 1946: Strändernas svall
- 1957: Molnen över Metapontion
- 1960: Hans Nådes tid
- 1968: Favel ensam